# Adriana Atilano
Adriana Atilano Gallego (Mexicali, Baja California, México, 28 de febrero de 1986) (conocida como Aree) fue la violinista del grupo mexicalense insite ella fue la única mujer en la agrupación.
Empezó a estudiar desde los nueve años la profesión del violín o más bien de la música, pero fue ese instrumento el cual le provocó una gran fascinación y entrega al sonido peculiar, ahora ella forma parte del grupo Insite, y es quien da los tonos alegres a la música y da un sonido especial.

## Vida personal
Tiene una hermana menor llamada Andrea y un hermano pequeño llamado Christian, Tiene un tatuaje en la espalda que representa las "Dos Efes" de un violín, es un tatuaje al estilo Man Ray.

## Insite
Adriana fue la última que se integró a la banda del norte; Insite. Fue a finales del 2002 que conoció, cuando cursaba la preparatoria, a César Cossio Ortega, quien la invitó a formar parte de la banda cuando ella tocaba violín en la clase de música. Es así como ella forma parte de la banda siendo la única mujer que le da el toque de lindura a esta. 
Fue la única integrante que no participó en la gira del regreso de Insite en el 2015, en la cual se conmemoraban los 10 años del EP "Otra Historia".. 
Poco se sabe de ella después de la separación del grupo Insite a finales de 2013, actualmente vive en Tulum, tuvo una entrevista en el 2020 para el potcast el micrófono donde platico un poco de su vida en el grupo y su vida actual.

### Participación
Adriana Atilano ha participado en la mayoría de las canciones de Insite; destacan algunos singles como: A mi Lado, Breathe, Forever, Hello, My Heaven, Since You Left, RojoAzul, también participa en todo el álbum "Una Vida No Es Suficiente", en "Esperando A Que Amanezca" su participación realmente es muy significativa.